# Daphniphyllum calycinum
Espèce
Statut de conservation UICN

 LC  : Préoccupation mineure
Daphniphyllum calycinum est une espèce de plante à fleurs de la famille des Daphniphyllaceae. c'est une plante arbustive que l'on la trouve dans le nord du Viêt Nam et dans le sud-est de la Chine. Elle est utilisée dans le biodiesel et dans la lubrification, la fabrication de savon et la médecine chinoise.

## Taxonomie
L'espèce se trouve dans la section Lunata de Daphniphyllum, avec D. griffithianum et D. majus.
Le premier botaniste systématique du XIXe siècle, l'Anglais George Bentham (1800-84), a décrit cette plante en 1861 dans sa publication « Flora Hongkongensis »; description des plantes à fleurs et des fougères de l'île de Hongkong),.

## Description
Daphniphyllum calycinum pousse comme un arbuste de 1,5-4 m de haut. Les branches brun grisâtre sont peu lenticulées. Les pétioles mesurent de 4 à 8 cm de long. Les lames obovales à obovales-elliptiques des feuilles mesurent 12 à 16 cm sur 4 à 9 cm, elles sont charbonneuses, glauques/poilues et sont discrètement papillées sur la face inférieure ; la base de la feuille est largement cunéiforme, les marges légèrement réfléchies et l'apex obtus à arrondi, mucroné ; 8 à 11 paires de veines ultérieures sont visibles sur la face supérieure, proéminentes sur la face inférieure. [Les fleurs mâles ont un pédicelle de 8-10 cm et un calice discoïde avec 3 ou 4 lobes largement triangulaires, 9 ou 10 étamines de 3 mm de long avec des filaments très courts, des anthères oblongues comprimées latéralement, le conjonctif exsudé. [Les fleurs femelles ont un pédicelle de 5-6 mm, des calices largement triangulaires d'environ 1,5 mm, un ovaire ellipsoïdal de 1,5-2 mm, un style très court, 2 stigmates recourbés. La Infructescence tête fructifère mesure environ 4-5 cm, densément arrangée avec des drupes ovoïdes-ellipsoïdes, tuberculées, glauques d'une taille d'environ 7 par 4 mm, avec des branches persistantes du calice et du style. La floraison a lieu d'avril à juin, tandis que la fructification se déroule d'août à novembre.
Les caractéristiques distinctives de cette espèce sont : la taille (9-16 par 4-9 cm) et la forme (obovale à obovale-elliptique) du limbe, l'apex obtus à arrondi ; et la taille (environ 7 mm), la disposition dense et la glaucité des fruits.

## Répartition
La plante est originaire d'une zone allant du nord du Vietnam au sud-est de la Chine (Fujian, Guangdong, Guangxi, Hong Kong, sud du Hunan, sud du Jiangxi),

## Habitat et écologie
L'arbuste pousse dans les forêts et les fourrés à des altitudes parfois inférieures à 100 mètres, mais surtout entre 200 et 700 mètres.
Daphniphyllum calycinum est présent dans les zones arbustives dégradées des collines de Hong Kong, il y est commun dans les broussailles et les lisières de forêts,. 
Les oiseaux dispersent les graines qui fructifient pendant la saison sèche.
Le micromycète folliculaire, Mycosphaerella fasciculata, de la famille des Mycosphaerellaceae, utilise cette espèce comme hôte.

## Noms vernaculaires
- vai lá xoan ngược est un nom utilisé au Vietnam.
- 牛耳枫, niu er feng, ou niu-er-fon, est un nom utilisé en Chine[4],[10].

## Usages
Les graines fournissent une huile abondante qui était utilisée pour la lubrification et la fabrication de savon raffiné, mais récemment, en raison de sa toxicité, elle n'est plus utilisée que dans le biodiesel, Roots and leaves are used within Chinese medicine. The plant has many alkaloids and other active ingredients, see for example Wu et al., 2013.

## Systématique
Le nom correct complet (avec auteur) de ce taxon est Daphniphyllum calycinum Benth.. 

### Étymologie
Le nom de genre vient du grec « daphnê » : laurier (les feuilles ressemblent à celles du laurier). L'épithète calycinum vient du grec « kalux » calice.
Daphniphyllum calycinum a pour synonymes :
- Daphniphyllum calleryanum Baill.
- Daphniphyllum gaudichaudeanum Baill.
- Daphniphyllum gaudichaudianum Baill.